# Jenny Blake
Compléments
Black Lightning
Luke Cage
Captain America
Jenny Blake, (née le 22 décembre 1951) est une scénariste de comics américain, anciennement connue sous le nom de Tony Isabella avant son coming out trans en 2024. Elle est notamment la créatrice du premier super-héros noir américain chez DC Comics, (l'Éclair Noir Black Lightning).

## Biographie
Elle commença sa carrière en 1972, chez Marvel Comics en 1972. Pour cet éditeur, elle travailla entre autres sur les séries Ghost Rider, Luke Cage, Captain America, Tigra... Elle a aussi créé des personnages secondaires comme Misty Knight, une noire américaine, manchote disposant d'un bras bionique.
Pour DC Comics, elle travailla sur l'Éclair Noir, Hawkman et Hawkwoman. Le premier est un afro-américain, athlète aux multiples titres olympiques qui revient dans sa ville natale pour enseigner dans un petit lycée. La nuit, il met un masque et devient le super-héros redouté de toute la pègre. Retrouvant son ex-femme dans ce lycée, il se montre au départ très rancunier au sujet de leur divorce. Hawkman et Hawkwoman forment un couple d'extra-terrestres volants venant de la planète Thanagar.
Pour la licence Star Trek, elle écrivit The Case Of The Colonist's Corpse (A Sam Cogley Mystery, 2003,  (ISBN 0-7434-6497-4)).
Elle a aussi travaillé sur le personnage Tigress (à ne pas confondre avec Tigra).
En 2013, elle reçoit un Prix Inkpot.